# Milão-Sanremo de 1907
A 1 edição da corrida ciclista, Milão-Sanremo teve lugar em 14 de abril de 1907 e foi vencida pelo francês Lucien Petit-Breton.

## Classificação final
| #  | Corredor            | País   | Equipa         | Tempo              |
| -- | ------------------- | ------ | -------------- | ------------------ |
| 1  | Lucien Petit-Breton | França | Bianchi        | '11 h 04 min 15 se |
| 2  | Gustave Garrigou    | França | Peugeot-Wolber | + 35 s             |
| 3  | Giovanni Gerbi      | Itália | Bianchi        | m.t.               |
| 4  | Luigi Ganna         | Itália | Otav           | + 32 min 45 s      |
| 5  | Carlo Galetti       | Itália | Otav           | + 32 min 57 s      |
| 6  | Eberardo Pavesi     | Itália | Otav           | + 1 h 07 min 45 s  |
| 7  | Giovanni Cuniolo    | Itália | Maino          | + 1 h 36 min 45 s  |
| 8  | Philippe Pautrat    | França | -              | + 1 h 53 min 45 s  |
| 9  | Clemente Canepari   | Itália | -              | + 1 h 54 min 01 s  |
| 10 | Amleto Belloni      | Itália | -              | + 1 h 54 min 04 s  |